# Jægerspris kommun
Jægerspris kommun var en kommun i Frederiksborg amt, Danmark. Kommunen hade 9 512 invånare (2004) och en yta på 95,58 km². Kommunen uppgick vid danska kommunreformen 2007 i Frederikssunds kommun.

## Borgmästare
- Karl Johansen, 1 april 1970–1988[1]
- Poul Madsen, 1988–31 december 1997[1]
- Ole Find Jensen, 1 januari 1998–31 december 2006[1]

Denna lista hämtas från Wikidata. Informationen kan ändras där.